# Ormholmarna
Ormholmarna är öar i Finland. De ligger i Finska viken och i kommunen Kyrkslätt i landskapet Nyland, i den södra delen av landet. Öarna ligger omkring 38 kilometer sydväst om Helsingfors.
Arean för den av öarna koordinaterna pekar på är 1,5 hektar och dess största längd är 180 meter i nord-sydlig riktning. Närmaste större samhälle är Kyrkslätt, 18,6 km norr om Ormholmarna.